# Stefan Nedelčev Canev
Stefan Nedelčev Canev (* 7. srpna 1936) je bulharský spisovatel a dramatik.

## Biografie
Stefan Nedelčev Canev se narodil 7. srpna 1936 ve městě Červena Voda v Rusenské oblasti. Absolvoval žurnalistiku v Sofii a filmovou dramaturgii v Moskvě. Byl dramaturgem Divadla satiry v Sofii, Divadla 199 a v Divadle Sofija. Jeho záměrně nelíbivá poezie usiluje o tehdejší antilyrickou analýzu současného světa, zamýšlí se nad tehdejší transformací lidských hodnot i nad velkými proměnami tehdejšího bulhraského života.
Programově odmítl idylickou malbu krajiny a citů, křehkost, zpěvnost, klasické básnické formy. Efektní volný verš dovádí až k hranicím prózy. Od počátku směřuje k rozsáhlejším skladbám, k poémě, scénickým útvarům.
Duchem jeho básní jsou nesena i experimentální veršovaná dramata – Proces proti bogomiliům (1969), Sedm Sněhurek a trpaslík (r. 1975). Píše i filmové scénáře. Hojně překládán, také do časopisů. Hlavní sbírky básní – Hodiny (1960), Kompozicii (1963), Kroniky (1965), Perigea neboli největší přiblížení zemi (1967), Já se ptám! (1975).